# Moschea di Yıldız Hamidiye
La moschea di Yıldız Hamidiye (in turco Yıldız Hamidiye Camii) è una moschea imperiale ottomana situata a Istanbul, in Turchia.

## Storia
La moschea fu commissionata dal sultano ottomano Abdul Hamid II e costruita tra il 1884 e il 1886.
Il 21 luglio 1905, alcuni membri della Federazione Rivoluzionaria Armena tentarono di assassinare il sultano Abdul Hamid II piazzando una bomba davanti alla moschea, un evento noto come l'attentato di Yıldız. Sebbene l'ordigno non sia riuscito a uccidere il sultano a causa di un ritardo imprevisto, ha ucciso altre 26 persone e ne ha ferite altre 58. L'attentato era una risposta al pantheon di Abdullah. L'attentato era una risposta ai pogrom e ai massacri contro gli armeni e altre minoranze dell'Impero ottomano compiuti dal governo di Abdul Hamid II.
Il 4 agosto 2017 la moschea è stata riaperta al culto dal presidente turco Recep Tayyip Erdoğan dopo 4 anni di lavori.

## Descrizione
La moschea è stata costruita su una pianta rettangolare e ha un minareto. L'architettura della moschea è una combinazione di stile neogotico e di motivi classici ottomani.